# توني دالبيرتو
توني دالبيرتو (بالإنجليزية: Tony D'Alberto) (مواليد 10 ديسمبر 1985 ملبورن، أستراليا) هو سائق سباقات سيارات أسترالي. نافس في العديد من بطولات سباق السيارات السياحية، أبرزها سوبركارز، حيث اشتهر بكونه واحدًا من السائقين الموثوقين في سباقات التحمل.

## المسيرة الرياضية
بدأ دالبيرتو مسيرته في السباقات في بطولات الكارتينغ، قبل أن ينتقل إلى بطولة الفورمولا فورد الأسترالية. لاحقًا، شارك في بطولة سوبر2 (المعروفة سابقًا باسم سلسلة التطوير لسوبركارز)، وفاز بالبطولة في عام 2007. أدى هذا النجاح إلى انتقاله إلى الفئة الرئيسية لسوبركارز في 2008.
خلال مسيرته، قاد دالبيرتو لعدد من الفرق البارزة، بما في ذلك توني دالبيرتو للسباقات، الذي كان يديره والده. كما شارك كسائق مساعد في العديد من سباقات التحمل مثل سباق باتهورست 1000، وحقق نتائج قوية، غالبًا بالتعاون مع فرق مثل دي جي آر تيم بينسيكي وإتش بي آر.

## الإنجازات
- بطل سلسلة التطوير لسوبركارز (2007)
- مشاركات منتظمة في سباق باتهورست 1000 وعدة سباقات تحمّل ضمن بطولة سوبركارز

## الحياة الشخصية
توني دالبيرتو من أصول إيطالية، وعائلته متورطة في رياضة السيارات. يُعرف بدعمه المستمر للمواهب الشابة في رياضة السيارات الأسترالية.